# Шевченково (Лебединский район)
Шевченково (укр. Шевченкове) — село,
Пристайловский сельский совет,
Лебединский район,
Сумская область,
Украина.
Код КОАТУУ — 5922987804. Население по переписи 2001 года составляло 56 человек.

## Географическое положение
Село Шевченково находится между реками Псёл и Лозовая (6 км).
По селу протекает пересыхающий ручей с запрудой.
Рядом проходит автомобильная дорога Т-1913.

## Название
В 1920-х — начале 1930-х годов в области прошла «волна» переименований значительной части населённых пунктов, в «революционные» названия — в честь Октябрьской революции, пролетариата, сов. власти, Кр. армии, социализма, Сов. Украины, деятелей «демократического и революционного движения» (Т. Шевченко, Г. Петровского) и новых праздников (1 мая и других) Это приводило к путанице, так как рядом могли оказаться сёла с одинаковыми новыми названиями — например, Первое, Второе и просто Шевченково.